# Modernismo valenciano
Il modernismo valenciano (in valenziano modernisme valencià) è la denominazione attribuita al movimento artistico e letterario associato all'Art Nouveau che si sviluppò nella Comunità Valenciana fra il 1899 e il 1917.
Sebbene l'Art Nouveau fosse parte di una tendenza generale emersa in Europa all'inizio del XX secolo, nella Comunità Valenciana il modernismo valenciano acquisì una propria personalità così come gli altri movimenti d'arte fin de siècle che vanno sotto il nome di Art Nouveau in Francia e Belgio, Jugendstil in Germania, Secession nell'Impero austro-ungarico, Liberty in Italia e la Scuola di Glasgow in Scozia.
I principali esponenti del modernismo valenciano furono a Valencia gli architetti Demetrio Ribes Marco e Francisco Mora Berenguer mentre ad Alcoi Vicente Pascual Pastor e Timoteo Briet Montaud. I pittori i più rappresentativi furono Fernando Cabrera Cantó, Francisco Laporta Valor, Emilio Sala, Adolfo Morrió e Edmundo Jordá, mentre nella scultura è da ricordare Lorenzo Ridaura Gosálbez.

## Principali esempi in architettura
Ad Alcoi:
- Casa del Pavo;
- Casa d'Escaló:
- Casa Laporta;
- Circulo Industrial de Alcoy;
- Casa Vilaplana;
- Casa Briet;
- Cimitero di Alcoi.

A Novelda: 
- Santuario de Santa María Magdalena.

A Valencia:
- Stazione di Valencia-Nord;
- Mercat Central;[1]
- Mercat de Colón;
- Casa del Punt de Gantxo;
- Casa Ortega.

## Galleria d'immagini

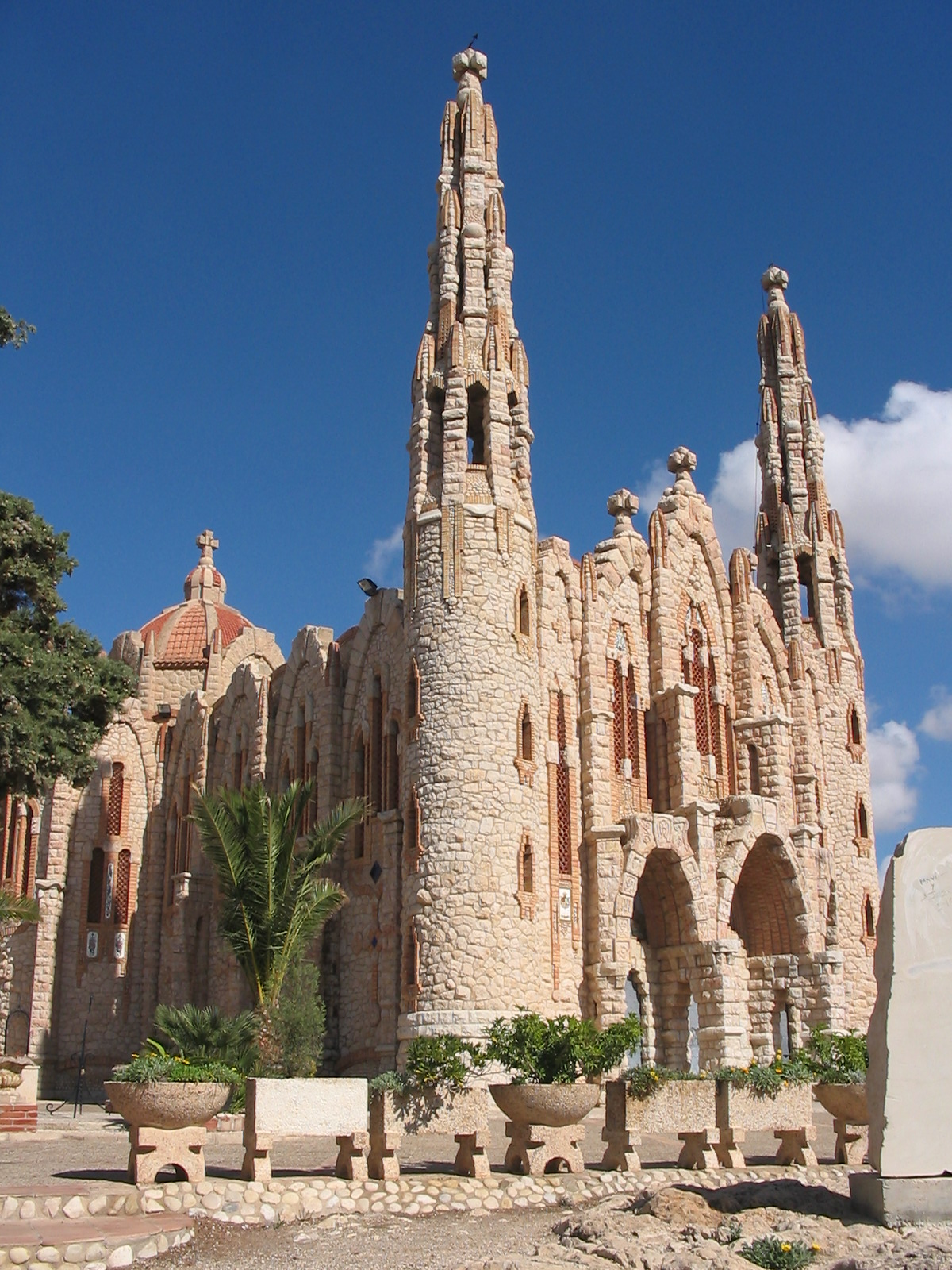
Santuario de Santa María Magdalena a Novelda.
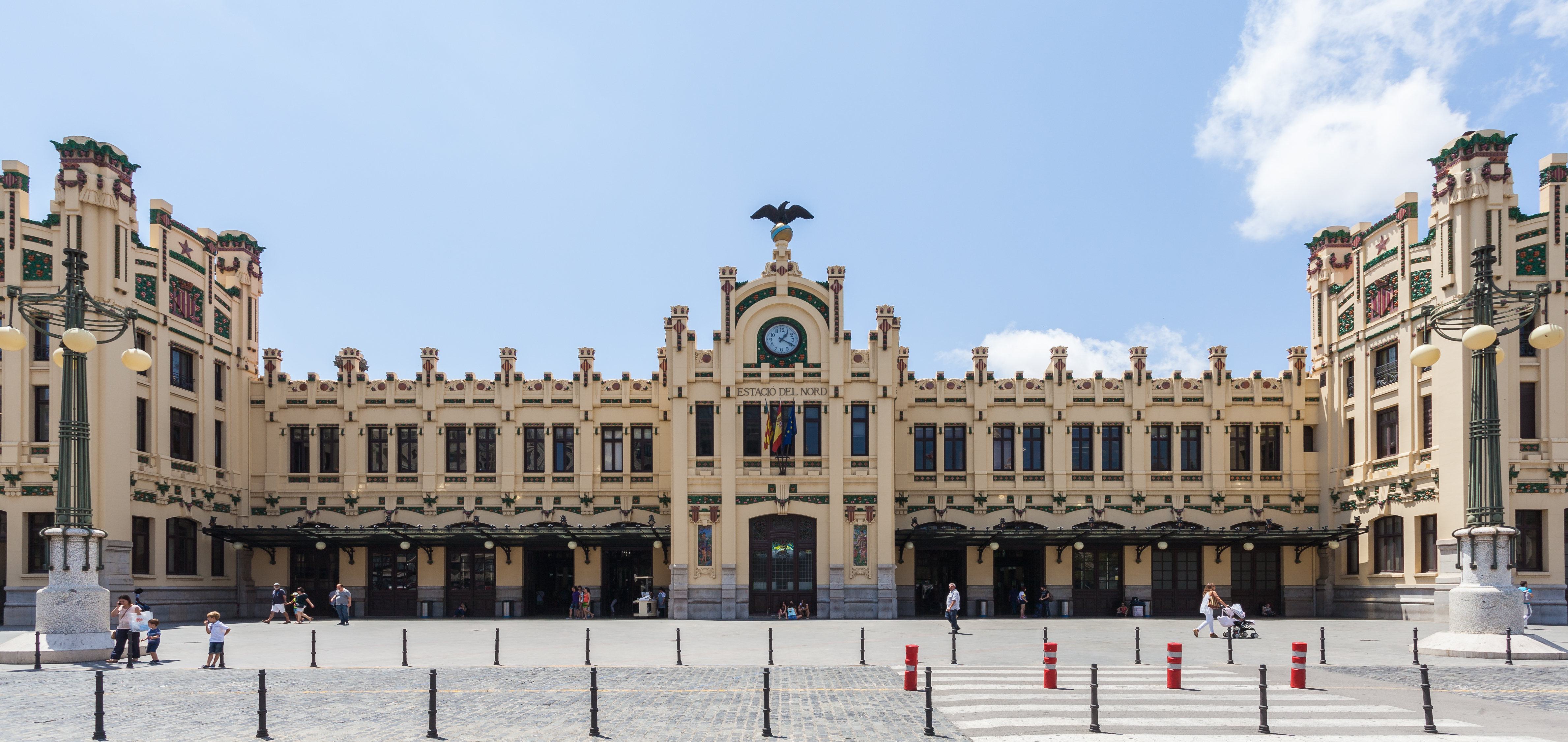
Stazione di Valencia-Nord.
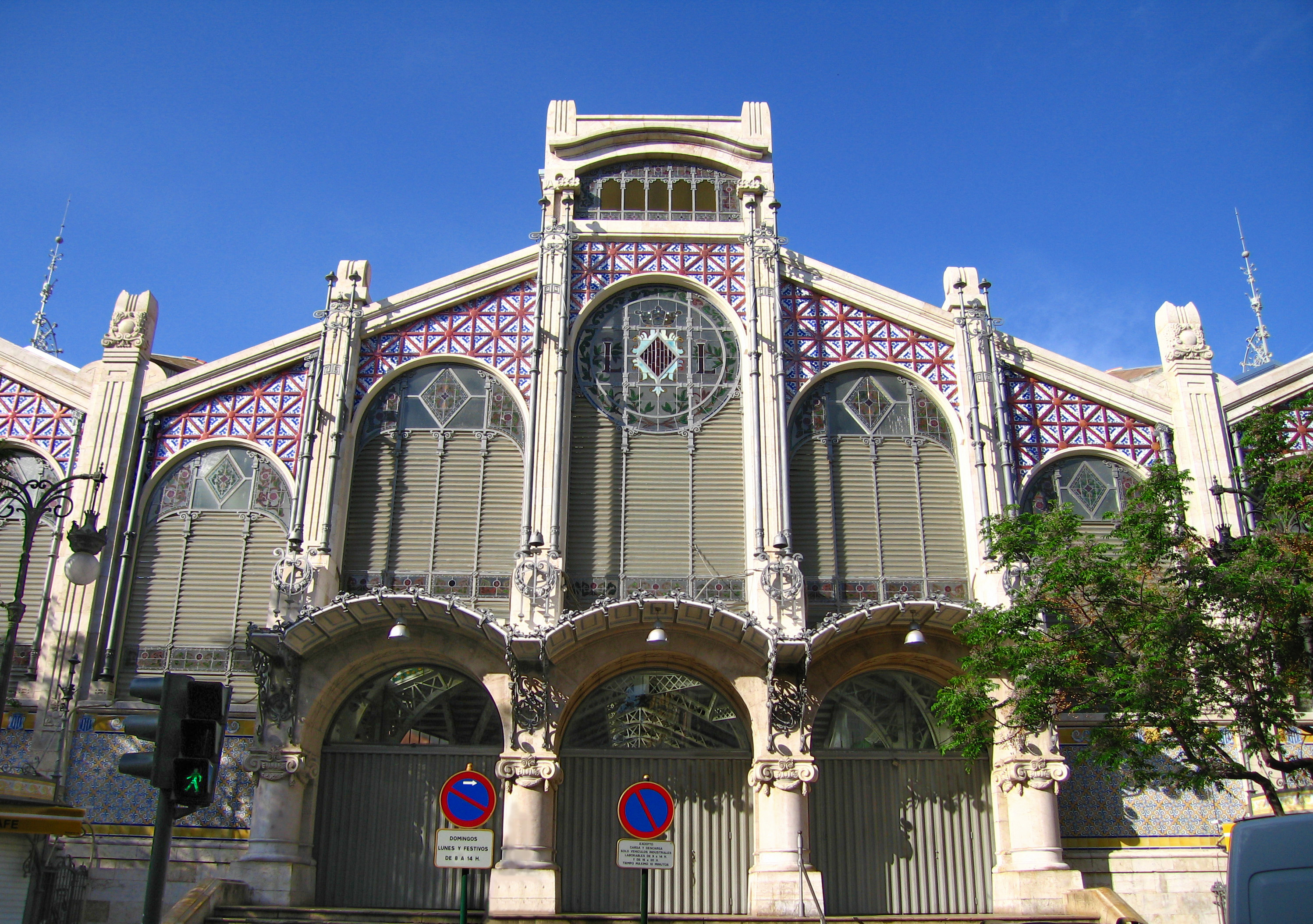
Mercat Central a Valencia.
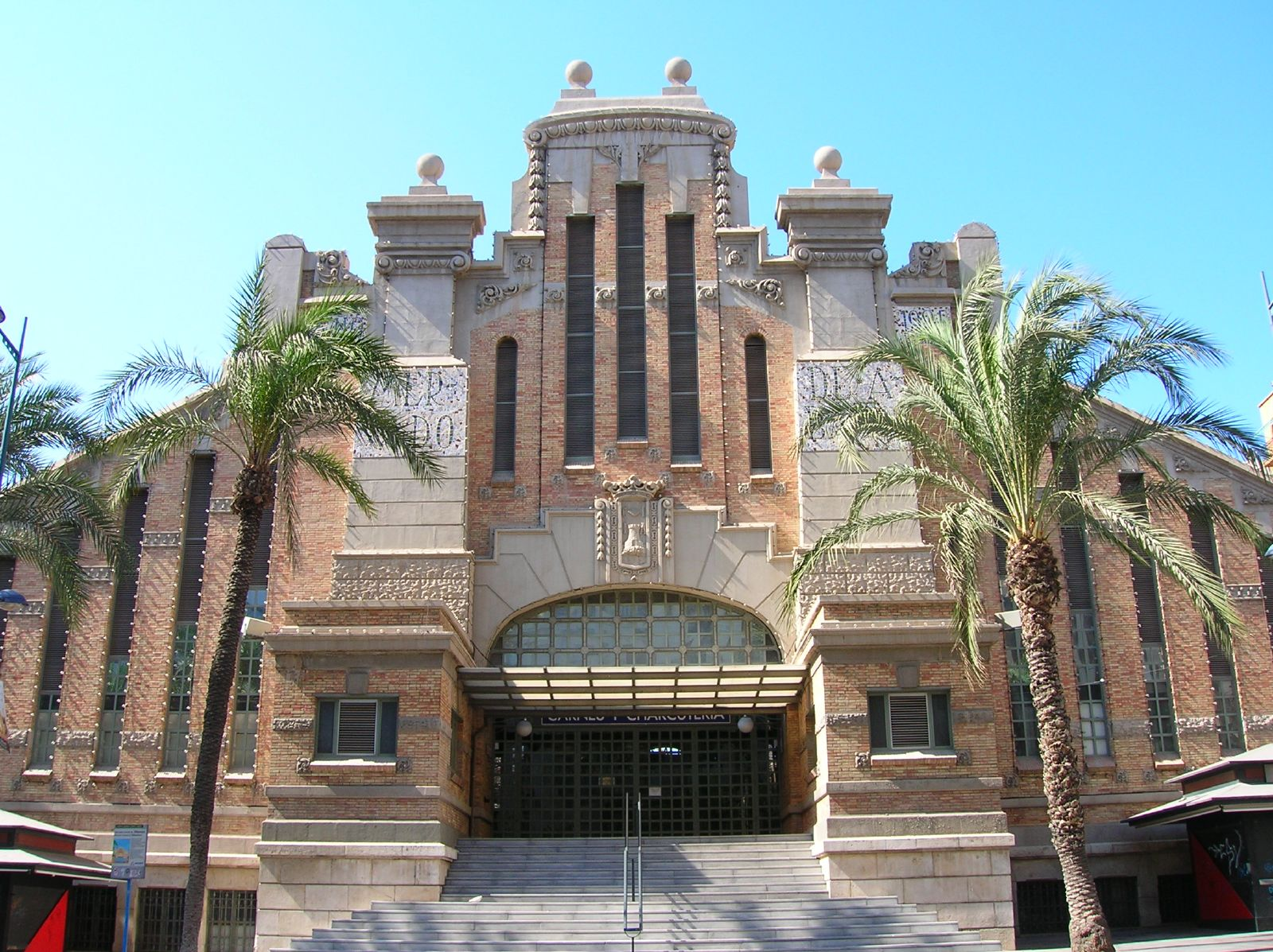
Mercato Centrale ad Alicante.
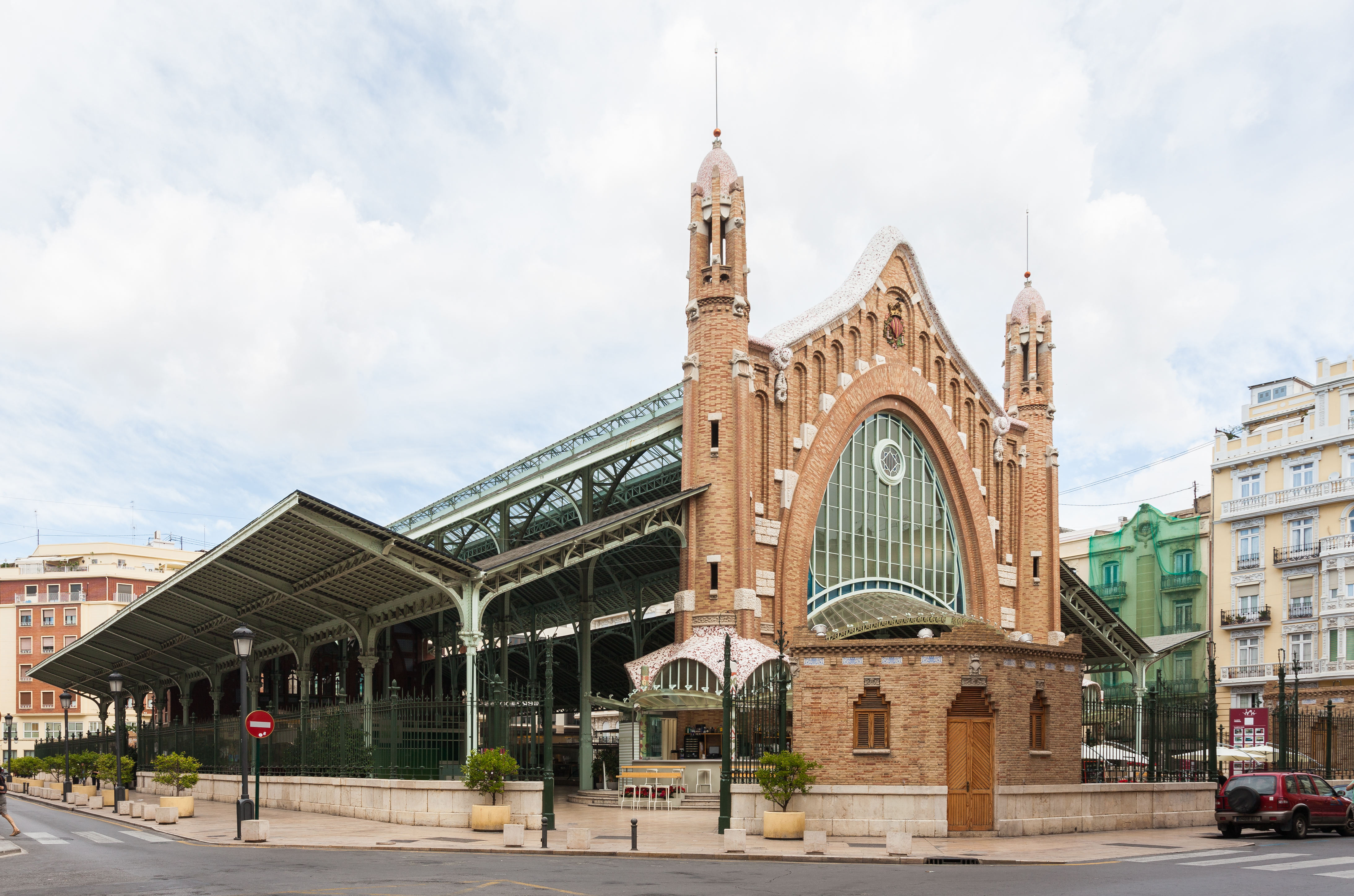
Mercat de Colón a Valencia.
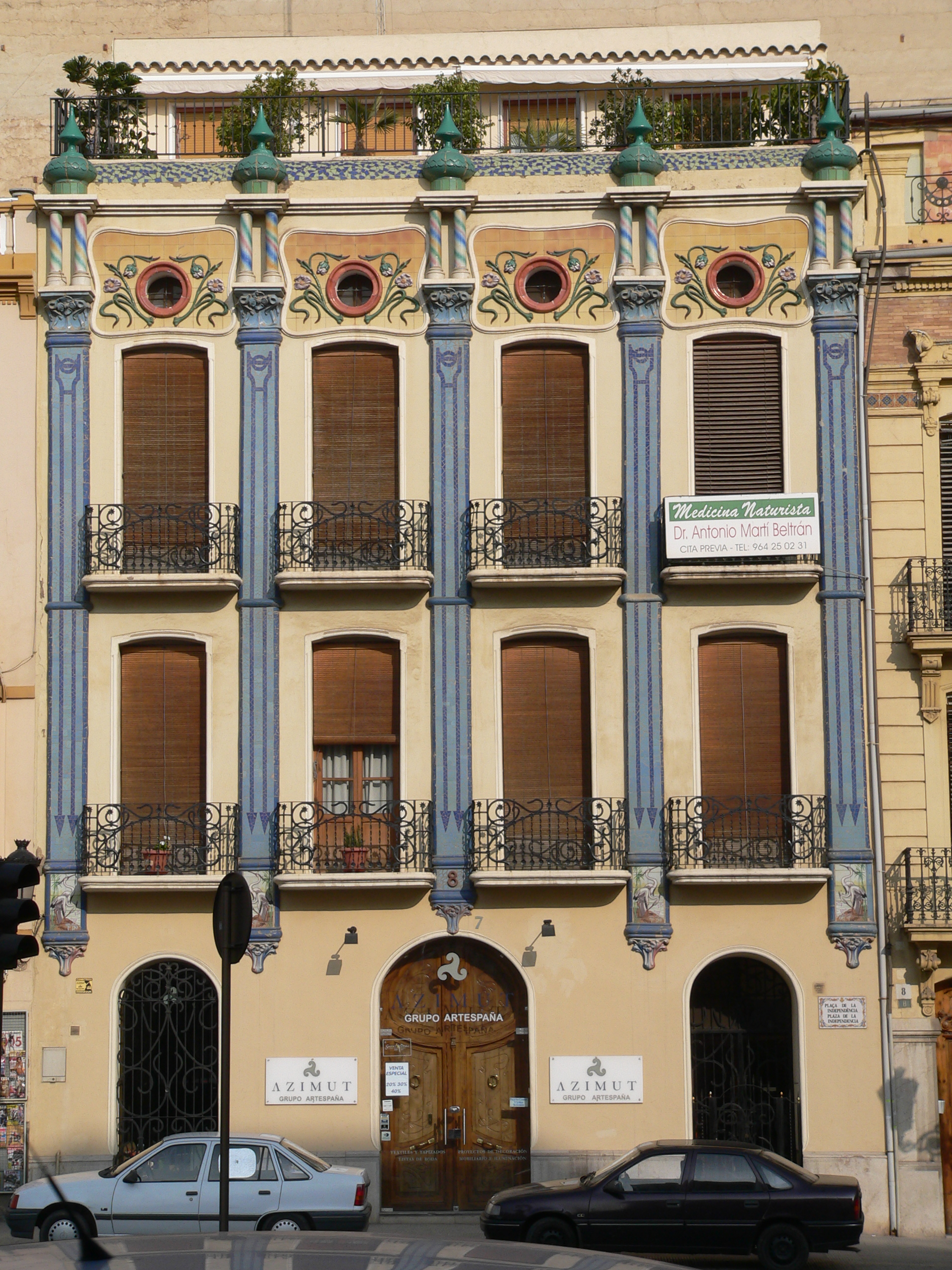
Edificio Les Cigonyes a Castelló.
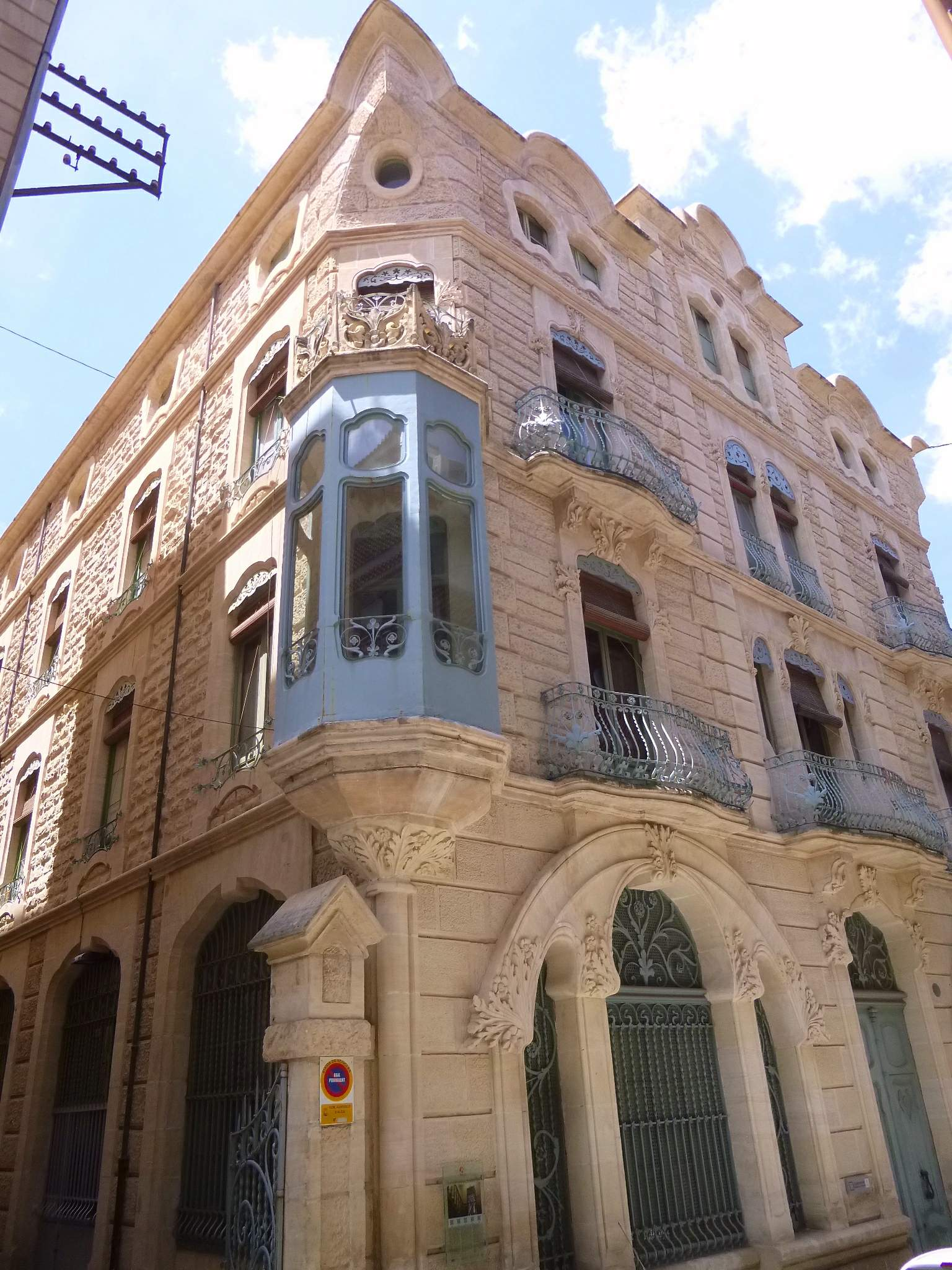
Casa d'Escaló ad Alcoi.
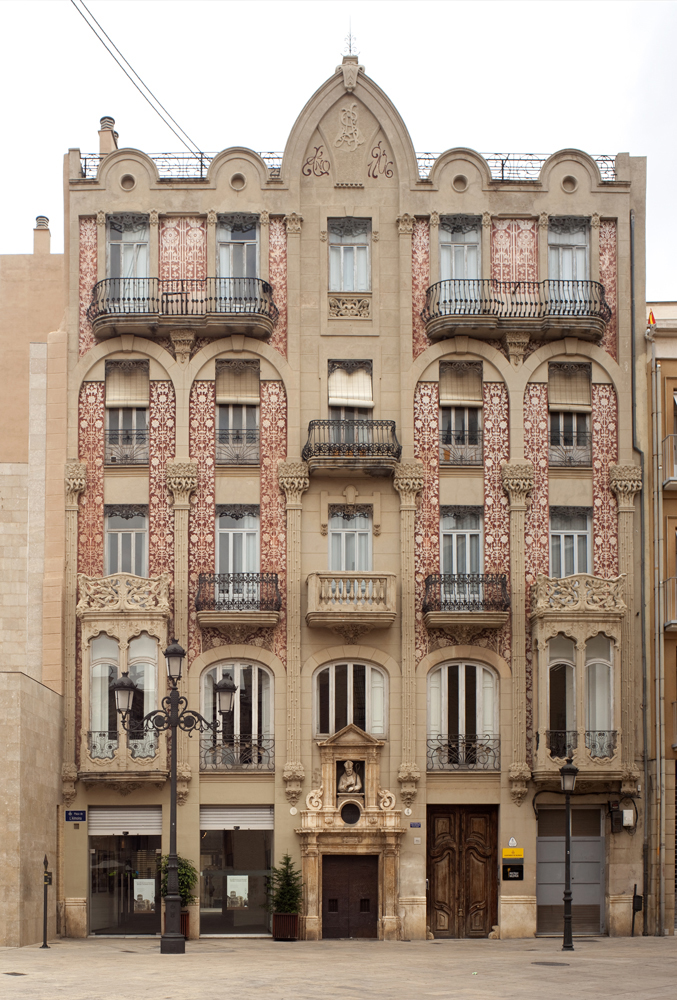
Casa del Punt de Gantxo a Valencia.
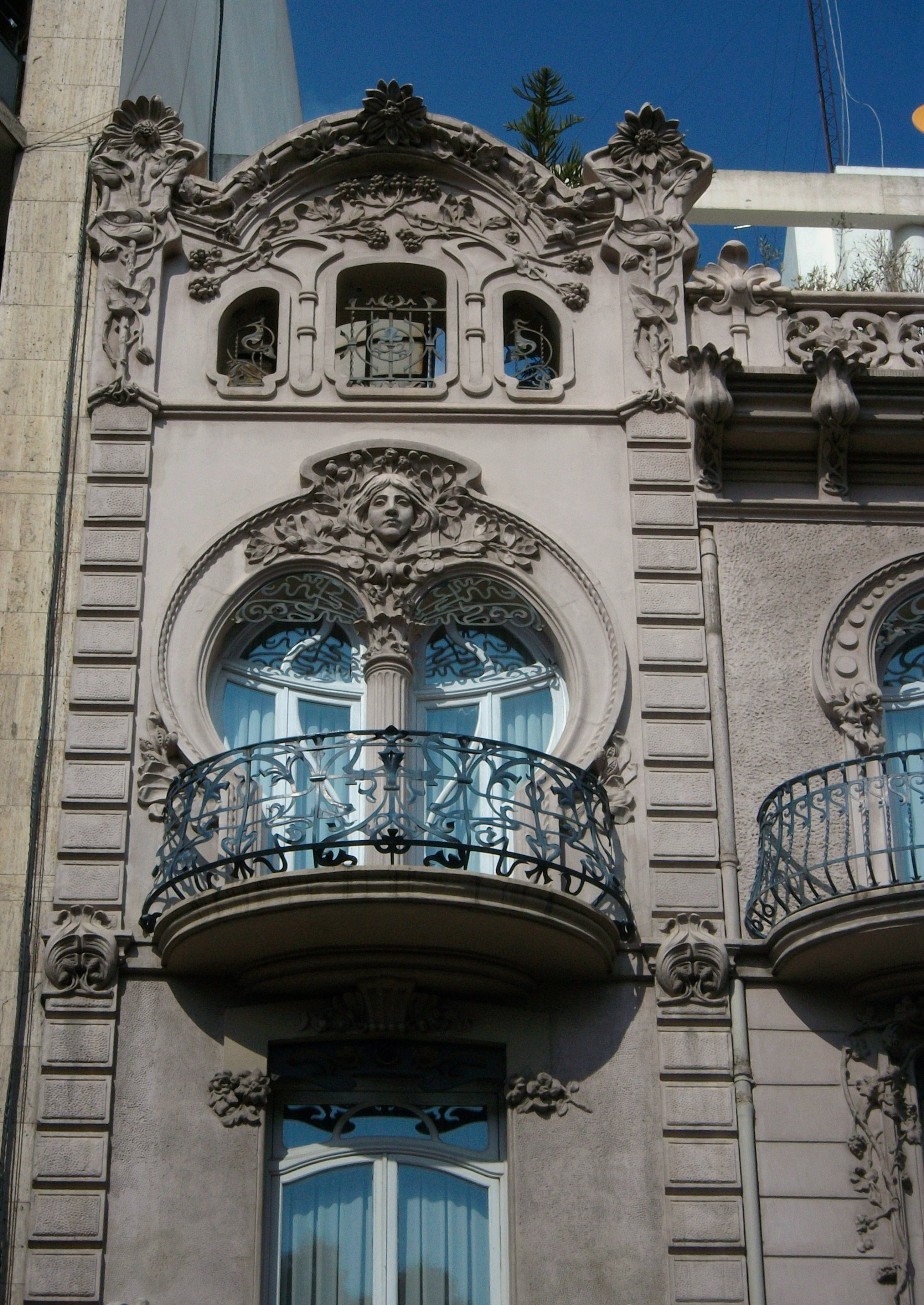
Balcone di Casa Ortega a Valencia.